# Аруш, Шалом
Шалом Аруш (род. 15 апреля 1952, Бени-Меллаль, Французское Марокко) — глава института «Нить Милосердия» (ивр. חוט של חסד‎), духовный лидер, писатель, лектор и популяризатор идей брацлавского направления хасидизма в иудаизме. Автор книг о практическом приложении веры в Бога в разных областях жизни и достижении счастья. Книги Аруша переведены на русский, английский, французский, немецкий, португальский и испанский языки.

## Биография
Рав Шалом Аруш родился в Марокко, репатриировался в Израиль в тринадцать лет со своими родителями. После окончания средней школы служил в израильской армии, в спасательном спецподразделении ВВС в должности военного медика. Участвовал во многих спасательных операциях, в том числе во время войны Судного Дня. 
После окончания службы в армии Шалом Аруш учился в университете, специализируясь на экономике.
Событием, коренным образом изменившим его мировоззрение, была гибель пятерых близких друзей Аруша в вертолётной катастрофе, происшедшей во время выполнения боевого задания. Под влиянием этого события Аруш постепенно приблизился к иудаизму.
Он учился в нескольких иешивах, и остановился на браславском учении, которое преподал ему рав Элиэзер Берлянд, глава иешивы «Шуву Баним». Со временем рав Шалом Аруш стал личным помощником рава Берлянда. Вместе со своим наставником рав Аруш учился у рава Леви-Ицхака Бендера и рава Шмуэля Шапиро. Рав Аруш женат и имеет 11 детей.

## Просветительская деятельность
В начале 1990-х годов рав Аруш основал в Иерусалиме иешиву и общину «Хут шель Хесед» («Нить милосердия») с целью приближать евреев к Торе. Количество его учеников исчисляется тысячами, многие из которых известные деятели культуры, как например актёр и певец Шули Ранд. Рав Шалом Аруш даёт уроки по иудаизму и учению рабби Нахмана из Брацлава в разных местах Израиля и вне его. На своих уроках Рав Аруш подчёркивает стороны учения раби Нахмана, касающихся веры в Бога и божественное провидение и практическом применение веры в областях улучшения человеческих отношений, укрепления взаимопонимания в семье, воспитания детей и достижении счастья.